# Ave verum corpus
Ave verum corpus és un himne eucarístic curt que data del segle xiv que ha estat musicat per diversos compositors; la seva creació s'atribueix al papa Innocenci VI, mort el 1362. Durant l'edat mitjana es cantava en l'elevació de l'hòstia durant la consagració. També es feia servir sovint durant la benedicció eucarística.
El títol de l'himne vol dir "Salut, cos veritable", i està basat en un poema que deriva d'un manuscrit de segle xiv de l'Abadia de Reichenau, al costat del llac Constança. El poema és una meditació sobre la creença catòlica de la presència real de Jesús en el sagrament de l'eucaristia, i està relacionat amb les idees catòliques sobre el significat redemptor del sofriment en la vida de tots els creients.

## Text
| Latin | |
| --- | --- |
| Ave verum corpus, natum de Maria Virgine,[1] vere passum, immolatum in cruce pro homine cuius latus perforatum fluxit aqua et sanguine:[2] esto nobis praegustatum in mortis examine.[3] O Iesu dulcis, O Iesu pie, O Iesu, fili Mariae. Miserere mei. Amen.[4] | Salut, cos veritable, nascut de la verge Maria; el mateix que patí i fou immolat a la Creu, per a salvar els homes. El seu costat perforat vessà sang i aigua. Sigueu de nosaltres tastat, en les angoixes de la mort. Oh dolç Jesús, Oh devot Jesús, Oh Jesús, fill de Maria, tingueu pietat de mi. Amén. |

## Adaptacions musicals

### Ave verum corpus, de Mozart
Wolfgang Amadeus Mozart va compondre el motet Ave verum corpus (K. 618) a petició d'Anton Stoll, un amic seu i de Haydn, que era coordinador musical a la parròquia de Baden bei Wien. El va compondre per celebrar la festa del Corpus Christi i l'autògraf porta la data del 17 de juny de 1791, i és per a cor, instruments de corda, i orgue; té només quaranta-sis compassos. El manuscrit de Mozart mateix conté unes mínimes indicacions, amb només un senzill sotto voce al començament.
Mozart el va compondre mentre escrivia la seva darrera òpera, Die Zauberflöte –moriria mig any després–, mentre visitava a la seva muller Constanze, que estava embarassada amb el seu sisè fill, que passava uns dies en el balneari de Baden.

### Altres versions
Hi ha moltes altres adaptacions musicals del poema com, per exemple, la de William Byrd o la d'Edward Elgar. El text es fa servir també en l'òpera Diàlegs de Carmelites de Francis Poulenc. La versió de Mozart va ser adaptada, només per a instruments, en la Mozartiana de Piotr Ilitx Txaikovski, un homenatge del músic rus a Mozart.